# Bemmer
De Bemmer is een buurtschap  in de woonplaats Beek en Donk en een bedrijventerrein van de gemeente Laarbeek, in de Nederlandse provincie Noord-Brabant. De buurtschap is gelegen ten noorden van de bebouwde kom van Beek en Donk en is ontstaan in de 14e en 15e eeuw. De bewoning van een oude nederzetting op een hoger deel van het dekzandlandschap, bij de huidige buurtschap Heereind, breidde zich in die tijd uit naar lager gelegen delen, waaronder de Bemmer.
In de 17e eeuw was Bemmer een gehucht met als belangrijkste gebouw huize Everest, toebehorende aan jonker Johan van Gerwen. In diverse akten wordt het beschreven als een adelijke huijzinge. Huize Everest is vermoedelijk in 1672 door rondtrekkende troepen in brand gestoken en daarna niet meer opgebouwd.
De buurtschap bestaat thans uit een aantal karakteristieke boerderijen gelegen op een hoge rug waarover vroeger de weg van Donk naar Boerdonk liep, de Bemmerstraat. Als gevolg van de aanleg van de provinciale weg N279 is de Bemmerstraat nu een doodlopende weg. In het verlengde van de Bemmerstraat in zuidelijke richting, ligt aan de overkant van het kanaal de Oude Bemmerstraat.
Ten zuiden van de buurtschap ligt het bedrijventerrein de Bemmer. Het gebied ten westen van de Bemmerstraat is thans voor het overgrote deel in gebruik als landbouwgrond, deels als weiland en deels als akker. Dat gebied is ongeveer driehoeksvormig en wordt omsloten door het bedrijventerrein de Bemmer, de Bemmerstraat en de provinciale weg N279. De gemeente Laarbeek is voornemens op deze landbouwgrond een grootschalig bedrijventerrein, Bemmer IV, te ontwikkelen. De plannen gaan uit van een bruto oppervlakte van ruim 28 hectare. Als dat plan gerealiseerd wordt komt er een einde aan het landelijke karakter van de buurtschap.
Hoofdplaats: Beek en Donk      Dorpen: Aarle-Rixtel · Lieshout · Mariahout

Buurtschappen: Achterbosch · Asdonk · Beemdkant · Bemmer · Broek · Broekkant · Deense Hoek · Donkersvoort · Ginderdoor · Groenewoud · Heereind · Hei · Heikant · 't Hof · Hool · Karstraat · Laar · Strijp

Noord-Brabant: Steden en dorpen      Nederland: Provincies · Gemeenten